# Махаращра
Махаращра (на маратхийски: महाराष्ट्र; на английски: Maharashtra) е щат в югозападна Индия. Населението наброява повече от 97 млн. души (2001). Столица и най-голям град е Мумбай (преди се е наричал Бомбай). Говори се предимно на маратхийски и английски език. Около 70% от жителите са от народността маратхи.
Площта на щата е 308 000 km². Граничи с щатите Гуджарат, Мадхия Прадеш, Чандигарх, Андра Прадеш, Карнатака и Гоа, на запад граничи с Арабско море.